# Овчарук, Виктор Викторович
Виктор Викторович Овчарук (укр. Віктор Вікторович Овчарук; род. 15 июля 1974 года, с. Иване-Пусте Борщёвского района Тернопольской области УССР) — украинский государственный деятель, бывший председатель Тернопольского областного совета (2015—2020).

## Биография
Родился 15 июля 1974 года в селе Иване-Пусте Борщёвского района Тернопольской области.
В 1993 году окончил Чемеровецкое медицинское училище (ныне колледж), с 1993 по 1994 год работал фельдшером. В 2002 году окончил Тернопольскую медицинскую академию.
Работал акушером-гинекологом в Каменец-Подольском родильном доме, в Тернопольской городской больнице № 2.
С 2008 года работал начальником отдела организационно-методической и кадровой работы, был заместителем директора департамента здравоохранения, исполняющим обязанности заместителя председателя Тернопольской областной государственной администрации по гуманитарным вопросам.
8 декабря 2015 года на первой сессии шестого созыва Тернопольского областного совета избран его председателем, за него проголосовали 44 депутата. Другой кандидат, Олег Сиротюк, набрал 17 голосов, занимал должность до 25 ноября 2020 года.
Кандидат медицинских наук (2018), защитил диссертацию «Клинико-патогенетические аспекты диагностики и профилактики плацентарной дисфункции» в Ивано-Франковском национальном медицинском университете.
Женат, супруга — Лариса, двое сыновей.